# بودو ساندبرغ
بودو ساندبرغ (بالهولندية: Bodo Sandberg)‏ هو ضابط وطيار هولندي، ولد في 23 سبتمبر 1914، وتوفي في 2 مايو 2005 في Bentveld ‏ في هولندا.